# Stazione di Amagasaki (JR West)
La stazione di Amagasaki (尼崎駅?, Amagasaki-eki) è una stazione ferroviaria di Amagasaki, nella prefettura di Hyōgo. Si trova sulla linea JR Kōbe, sezione della linea principale Tōkaidō, rappresenta il termine e l'inizio rispettivamente delle linee JR Tōzai e JR Takarazuka. Per distinguerla dall'omonima stazione delle ferrovie Hanshin viene chiamata anche JR-Amagasaki o J-Ama.

## Storia
La stazione, con il nome iniziale di Kanzaki, venne aperta il 1º giugno 1874 contestualmente all'estensione della linea principale Tōkaidō, mentre il nome attuale apparì nel 1949. Fino al 1997 la stazione era solo una fermata locale, ma con l'apertura della linea Tōzai è aumentata di importanza e ora fermano tutte le categorie di treni principali. Il 25 aprile 2005 alle ore 09:19 della mattina nei pressi della stazione si è verificato il disastro ferroviario di Amagasaki in cui un treno della linea Tōzai, deragliando, ha causato la morte di 106 passeggeri.

## Linee
- JR West
  - ■ Linea JR Kōbe (Linea principale Tōkaidō)
  - ■ Linea JR Tōzai
  - ■ Linea JR Takarazuka

## Caratteristiche
La stazione ha due banchine a isola serventi quattro binari, ma quelli esterni sono isolati per permettere il transito in sicurezza dei treni rapidi e rapidi speciali che non fermano in questa stazione.
| 1   | ■ Linea JR Kōbe       |  | Rapidi speciali per Sannomiya e Himeji                                                                               |
| 2   | ■ Linea JR Takarazuka |  | per Takarazuka, Sasayamaguchi e Fukuchiyama                                                                          |
| 3   | ■ Linea JR Takarazuka |  | Treni provenienti dalla linea JR Kyōto diretti a Takarazuka                                                          |
| 3   | ■ Linea JR Kōbe       |  | parte dei locali per Sannomiya e Nishi-Akashi                                                                        |
| 4   | ■Linea JR Kōbe        |  | Locali per Sannomiya e Himeji                                                                                        |
| 5-6 | ■Linea JR Kōbe        |  | Locali per Osaka, Shin-Osaka e Takatsuki                                                                             |
| 5-6 | ■ Linea JR Tōzai      |  | per Kitashinchi, Kyōbashi e Takatsuki                                                                                |
| 7   | ■ Linea JR Takarazuka |  | per Osaka e Shin-Osaka (compresi i treni Espressi Limitati "Konotori")                                               |
| 7   | ■ Linea JR Tōzai      |  | per Kitashinchi, Kyōbashi e Shijōnawate; nell'ora di punta rapidi diretti per Ōji via Nara sulla linea Ōsaka Higashi |
| 8   | ■ Linea JR Kyōto      |  | Servizi Rapidi speciali per Osaka, Shin-Osaka e Takatsuki Parte dei servizi rapidi per Osaka, Shin-Osaka e Takatsuki |
| 8   | ■ Linea JR Takarazuka |  | per Osaka, in parte al mattino                                                                                       |

## Stazioni adiacenti
| «                 | Servizio                       | »                          |
| Linea JR Kyōto    | Linea JR Kyōto                 | Linea JR Kyōto             |
| ----------------- | ------------------------------ | -------------------------- |
| Tsukamoto         | Locale                         | Tachibana                  |
| Osaka             | Rapido                         | Nishinomiya                |
| Osaka             | Rapido Speciale                | Ashiya                     |
| Linea Fukuchiyama |                                |                            |
| Tsukamoto Osaka   | Locale                         | Tsukaguchi                 |
| Osaka             | Rapido e Rapido Tambaji        | Itami                      |
| Kashima           | Rapido (tornando a Tsukaguchi) | Tsukaguchi                 |
| Osaka             | Espresso Limitato "Kōnotori"   | Takarazuka                 |
| Linea JR Tōzai    |                                |                            |
| Kashima           | Locale                         | Tachibana Tsukaguchi       |
| Kashima           | Regionale Rapido               | Tachibana Tsukaguchi Itami |
| Kashima           | Rapido                         | Tsukaguchi Itami           |
| Kashima           | Rapido diretto                 | Capolinea                  |